# Магомедов, Кантемир Ахмедович
Кантемир Ахмедович Магомедов (род. 19 июля 1991) — российский борец греко-римского стиля, призёр чемпионатов России, призёр Гран-при Ивана Поддубного, призёр Кубка мира, мастер спорта России. Абсолютный чемпион России 2017 года. Член сборной команды страны с 2016 года. Живёт в Москве. Выступает за клуб  МГФСО (Москва). Тренировался под руководством Н. П. Есина и В. В. Капаева.

## Спортивные результаты
- Гран-при Ивана Поддубного 2016 года — ;
- Чемпионат России по греко-римской борьбе 2016 года — ;
- Чемпионат России по греко-римской борьбе 2017 года — ;
- Абсолютный чемпионат России по борьбе 2017 года —  (до 98 кг);
- Абсолютный чемпионат России по борьбе 2017 года —  (абсолютная);
- Чемпионат России по греко-римской борьбе 2019 года — ;